# Lesotho hívójelkörzetei
Lesotho jelenleg (2024) nincs felosztva hívójelkörzetekre.
A Lesotho számára az ITU a 7P hívójelprefixet határozta meg.
| Prefix | Körzet | Hely/jelleg | ITU zóna | CQ zóna | 1 szintű QTH lokátor |
| ------ | ------ | ----------- | -------- | ------- | -------------------- |
| 7P     | [0..9] | Lesotho     | 57       | 38      | KG, KF               |

## Lajstromjel
Vízi és légi járművek lajstromjelezéséhez a 7P prefixet használják.